# Skeleton-Weltcup 2018/19
Der Skeleton-Weltcup 2018/19 begann am 8. Dezember 2018 in Sigulda und endete am 24. Februar 2019 in Calgary. Der Weltcup umfasste acht Stationen in Nordamerika und Europa und wurde parallel zum Bob-Weltcup 2018/19 ausgetragen. Veranstaltet wurde die Rennserie von der International Bobsleigh & Skeleton Federation (IBSF).
Höhepunkt der Saison waren die Skeleton-Weltmeisterschaft 2019 im kanadischen Whistler, deren Ergebnisse jedoch nicht zum Weltcup zählen. Zudem fanden gleichzeitig mit dem Weltcup in Innsbruck die Europameisterschaften statt. Unterbau ist der Intercontinentalcup und darunter gleichrangig der Europacup sowie der Nordamerikacup. Die Läufe aller vier Rennserien gingen über ein gestaffeltes Punktesystem in das IBSF-Skeleton-Ranking 2018/19 ein.
Aufgrund des schweren Wintereinbruchs zu Beginn des Jahres 2019 fielen die Rennen auf der Kunsteisbahn Königssee aus, da die Bahnarbeiter der Schneemassen nicht mehr in der entsprechend nötigen Zeit Herr wurden. Die Rennen wurden beim letzten Weltcup in Calgary nachgeholt.

## Weltcupkalender
| # | Datum                              | Land               | Ort            | Wettkampfstätte                                   |
| - | ---------------------------------- | ------------------ | -------------- | ------------------------------------------------- |
| 1 | 3.–9. Dezember 2018                | Lettland           | Sigulda        | Bob- und Rennschlittenbahn Sigulda                |
| 2 | 10.–16. Dezember 2018              | Deutschland        | Winterberg     | Veltins-Eisarena                                  |
| 3 | 31. Dezember 2018 – 6. Januar 2019 | Deutschland        | Altenberg      | Rennschlitten- und Bobbahn Altenberg              |
| 4 | 7.–13. Januar 2019                 | Deutschland        | Königssee      | Kunsteisbahn Königssee                            |
| 5 | 14.–20. Januar 2019                | Österreich         | Innsbruck-Igls | Olympia Eiskanal Innsbruck-Igls                   |
| 6 | 21.–27. Januar 2019                | Schweiz            | St. Moritz     | Olympia Bob Run St. Moritz–Celerina               |
| 7 | 11.–17. Februar 2019               | Vereinigte Staaten | Lake Placid    | Bobbahn Lake Placid                               |
| 8 | 18.–24. Februar 2019               | Kanada             | Calgary        | Bob- und Rennschlittenbahn im Canada Olympic Park |

## Übersicht
| 1. Weltcup in Sigulda, 8.–9. Dezember 2018 | 1. Weltcup in Sigulda, 8.–9. Dezember 2018 | 1. Weltcup in Sigulda, 8.–9. Dezember 2018 | 1. Weltcup in Sigulda, 8.–9. Dezember 2018 | 1. Weltcup in Sigulda, 8.–9. Dezember 2018 |
| ------------------------------------------ | ------------------------------------------ | ------------------------------------------ | ------------------------------------------ | ------------------------------------------ |
| Disziplin                                  | Erster Platz                               | Zweiter Platz                              | Dritter Platz                              |                                            |
| Frauen                                     | Jelena Nikitina                            | Elisabeth Maier                            | Tina Hermann                               |                                            |
| Männer                                     | Nikita Tregubow                            | Martins Dukurs                             | Yun Sung-bin                               |                                            |

| 2. Weltcup in Winterberg, 14. Dezember 2018 | 2. Weltcup in Winterberg, 14. Dezember 2018 | 2. Weltcup in Winterberg, 14. Dezember 2018 | 2. Weltcup in Winterberg, 14. Dezember 2018 | 2. Weltcup in Winterberg, 14. Dezember 2018 |
| ------------------------------------------- | ------------------------------------------- | ------------------------------------------- | ------------------------------------------- | ------------------------------------------- |
| Disziplin                                   | Erster Platz                                | Zweiter Platz                               | Dritter Platz                               |                                             |
| Frauen                                      | Jacqueline Lölling                          | Tina Hermann                                | Janine Flock                                |                                             |
| Männer                                      | Alexander Tretjakow                         | Axel Jungk                                  | Yun Sung-bin                                |                                             |

| 3. Weltcup in Altenberg, 4. Januar 2019 | 3. Weltcup in Altenberg, 4. Januar 2019 | 3. Weltcup in Altenberg, 4. Januar 2019 | 3. Weltcup in Altenberg, 4. Januar 2019 | 3. Weltcup in Altenberg, 4. Januar 2019 |
| --------------------------------------- | --------------------------------------- | --------------------------------------- | --------------------------------------- | --------------------------------------- |
| Disziplin                               | Erster Platz                            | Zweiter Platz                           | Dritter Platz                           |                                         |
| Frauen                                  | Jelena Nikitina                         | Jacqueline Lölling                      | Julija Kanakina                         |                                         |
| Männer                                  | Alexander Tretjakow                     | Yun Sung-bin                            | Nikita Tregubow                         |                                         |

| 4. Weltcup in Königssee, 11. Januar 2019     | 4. Weltcup in Königssee, 11. Januar 2019 | 4. Weltcup in Königssee, 11. Januar 2019 | 4. Weltcup in Königssee, 11. Januar 2019 |
| -------------------------------------------- | ---------------------------------------- | ---------------------------------------- | ---------------------------------------- |
| Wettkämpfe wegen schlechten Wetters abgesagt |                                          |                                          |                                          |

| 5. Weltcup und Europameisterschaften in Innsbruck, 18. Januar 2019 | 5. Weltcup und Europameisterschaften in Innsbruck, 18. Januar 2019 | 5. Weltcup und Europameisterschaften in Innsbruck, 18. Januar 2019 | 5. Weltcup und Europameisterschaften in Innsbruck, 18. Januar 2019 | 5. Weltcup und Europameisterschaften in Innsbruck, 18. Januar 2019 |
| ------------------------------------------------------------------ | ------------------------------------------------------------------ | ------------------------------------------------------------------ | ------------------------------------------------------------------ | ------------------------------------------------------------------ |
| Disziplin                                                          | Erster Platz                                                       | Zweiter Platz                                                      | Dritter Platz                                                      |                                                                    |
| Frauen                                                             | Janine Flock                                                       | Jelena Nikitina                                                    | Jacqueline Lölling                                                 |                                                                    |
| Männer                                                             | Martins Dukurs                                                     | Yun Sung-bin                                                       | Axel Jungk                                                         |                                                                    |

| 6. Weltcup in St. Moritz, 25. Januar 2019 | 6. Weltcup in St. Moritz, 25. Januar 2019 | 6. Weltcup in St. Moritz, 25. Januar 2019 | 6. Weltcup in St. Moritz, 25. Januar 2019 | 6. Weltcup in St. Moritz, 25. Januar 2019 |
| ----------------------------------------- | ----------------------------------------- | ----------------------------------------- | ----------------------------------------- | ----------------------------------------- |
| Disziplin                                 | Erster Platz                              | Zweiter Platz                             | Dritter Platz                             |                                           |
| Frauen                                    | Mirela Rahneva                            | Jelena Nikitina                           | Jacqueline Lölling                        |                                           |
| Männer                                    | Yun Sung-bin                              | Alexander Tretjakow                       | Nikita Tregubow                           |                                           |

| 7. Weltcup in Lake Placid, 15.–16. Februar 2019 | 7. Weltcup in Lake Placid, 15.–16. Februar 2019 | 7. Weltcup in Lake Placid, 15.–16. Februar 2019 | 7. Weltcup in Lake Placid, 15.–16. Februar 2019 | 7. Weltcup in Lake Placid, 15.–16. Februar 2019 |
| ----------------------------------------------- | ----------------------------------------------- | ----------------------------------------------- | ----------------------------------------------- | ----------------------------------------------- |
| Disziplin                                       | Erster Platz                                    | Zweiter Platz                                   | Dritter Platz                                   |                                                 |
| Frauen                                          | Jelena Nikitina Jacqueline Lölling              | –                                               | Kendall Wesenberg                               |                                                 |
| Männer                                          | Alexander Tretjakow                             | Martins Dukurs                                  | Yun Sung-bin                                    |                                                 |

| 8. Weltcup in Calgary, 22.–24. Februar 2019 | 8. Weltcup in Calgary, 22.–24. Februar 2019 | 8. Weltcup in Calgary, 22.–24. Februar 2019 | 8. Weltcup in Calgary, 22.–24. Februar 2019 | 8. Weltcup in Calgary, 22.–24. Februar 2019 |
| ------------------------------------------- | ------------------------------------------- | ------------------------------------------- | ------------------------------------------- | ------------------------------------------- |
| Disziplin                                   | Erster Platz                                | Zweiter Platz                               | Dritter Platz                               |                                             |
| Frauen 1                                    | Mirela Rahneva                              | Tina Hermann                                | Elisabeth Maier                             |                                             |
| Männer 1                                    | Alexander Tretjakow                         | Yun Sung-bin                                | Martins Dukurs                              |                                             |
| Frauen                                      | Tina Hermann                                | Mirela Rahneva                              | Laura Deas                                  |                                             |
| Männer                                      | Yun Sung-bin                                | Alexander Tretjakow                         | Martins Dukurs                              |                                             |

## Frauen

### Gesamtweltcup
| Rang | Pilotin               | SIG | WIN | ALT | INS | STM | LAP | CAL | CAL | Punkte |
| ---- | --------------------- | --- | --- | --- | --- | --- | --- | --- | --- | ------ |
| 01.  | Jelena Nikitina       | 01  | 04  | 01  | 02  | 02  | 01  | 04  | 05  | 1663   |
| 02.  | Tina Hermann          | 03  | 02  | 04  | 04  | 04  | 06  | 02  | 01  | 1597   |
| 03.  | Mirela Rahneva        | 12  | 05  | 14  | 08  | 01  | 04  | 01  | 02  | 1396   |
| 04.  | Sophia Griebel        | 06  | 06  | 05  | 09  | 05  | 05  | 09  | 09  | 1360   |
| 05.  | Jacqueline Lölling    | 05  | 01  | 02  | 03  | 03  | 01  | –   | –   | 1244   |
| 06.  | Kendall Wesenberg     | 11  | 15  | 09  | 12  | 07  | 03  | 08  | 09  | 1200   |
| 07.  | Julija Kanakina       | 07  | 08  | 03  | 07  | –   | 07  | 14  | 06  | 1152   |
| 08.  | Elisabeth Maier       | 02  | 12  | 11  | 06  | 15  | –   | 03  | 04  | 1146   |
| 09.  | Jane Channell         | 04  | 11  | 19  | 11  | 13  | 10  | 05  | 07  | 1122   |
| 10.  | Renata Chusina        | 08  | 17  | 10  | 14  | 16  | 08  | 12  | 08  | 1048   |
| 11.  | Madelaine Smith       | 10  | 14  | 18  | 08  | 09  | 15  | 10  | 13  | 1016   |
| 12.  | Laura Deas            | –   | 07  | 08  | 05  | DNS | 13  | 06  | 03  | 1008   |
| 13.  | Kimberley Bos         | 09  | 09  | 16  | 17  | 08  | 14  | 13  | 15  | 0984   |
| 14.  | Kim Meylemans         | –   | 13  | 12  | 18  | 12  | 11  | 11  | 12  | 0856   |
| 15.  | Savannah Graybill     | 14  | 19  | 13  | 16  | 14  | 12  | 16  | 14  | 0850   |
| 16.  | Janine Flock          | –   | 03  | 06  | 01  | 06  | –   | –   | –   | 0777   |
| 17.  | Marina Gilardoni      | DNS | –   | 07  | 11  | 10  | –   | 15  | 11  | 0688   |
| 18.  | Kimberley Murray      | 13  | 16  | 17  | 20  | 10  | –   | 07  | –   | 0684   |
| 19.  | Valentina Margaglio   | –   | 20  | 20  | 10  | 17  | –   | –   | –   | 0368   |
| 20.  | Ashleigh Fay Pittaway | –   | –   | –   | –   | –   | 09  | –   | 16  | 0248   |
| 21.  | Jaclyn Narracott      | –   | 10  | 15  | –   | –   | –   | –   | –   | 0248   |
| 22.  | Sophia Jeong          | 15  | 18  | –   | –   | –   | –   | –   | –   | 0184   |
| 23.  | Madison Charney       | –   | –   | –   | –   | –   | 16  | –   | –   | 0096   |
| 24.  | Anastassija Trufanowa | –   | –   | –   | –   | 18  | –   | –   | –   | 0080   |
| 25.  | Lelde Priedulēna      | –   | –   | –   | 19  | –   | –   | –   | –   | 0074   |

| Legende | Legende | Legende | Legende                                                    |
| ------- | ------- | ------- | ---------------------------------------------------------- |
| 1       | 2       | 3       | Podest-Platzierungen                                       |
|         |         |         | übrige Platzierungen                                       |
| DNS     | DNS     | DNS     | Did not start / Gemeldet, aber nicht zum Rennen angetreten |

## Männer

### Gesamtweltcup
| Rang | Pilot                          | SIG | WIN | ALT | INS | STM | LAP | CAL | CAL | Punkte |
| ---- | ------------------------------ | --- | --- | --- | --- | --- | --- | --- | --- | ------ |
| 01.  | Alexander Tretjakow            | 04  | 01  | 01  | 04  | 02  | 01  | 01  | 02  | 1704   |
| 02.  | Yun Sung-bin                   | 03  | 03  | 02  | 02  | 01  | 03  | 02  | 01  | 1680   |
| 03.  | Martins Dukurs                 | 02  | 07  | 07  | 01  | 08  | 02  | 04  | 03  | 1533   |
| 04.  | Nikita Tregubow                | 01  | 04  | 03  | 09  | 03  | 04  | 05  | 08  | 1505   |
| 05.  | Axel Jungk                     | 08  | 02  | 05  | 03  | 05  | 05  | 07  | 07  | 1458   |
| 06.  | Marcus Wyatt                   | 12  | 10  | 08  | 06  | 07  | 07  | 08  | 05  | 1288   |
| 07.  | Tomass Dukurs                  | 06  | 05  | 10  | 05  | 04  | –   | 03  | 04  | 1272   |
| 08.  | Dave Greszczyszyn              | 15  | 21  | 11  | 21  | 11  | 15  | 06  | 06  | 0956   |
| 09.  | Vladyslav Heraskevych          | 09  | 17  | 14  | 22  | 12  | 12  | 12  | 09  | 0944   |
| 10.  | Florian Auer                   | 10  | 12  | 12  | 11  | 09  | 24  | 16  | 15  | 0933   |
| 11.  | Jeremy Rice                    | 13  | 15  | 19  | 09  | 12  | 17  | 15  | 10  | 0914   |
| 12.  | Christopher Grotheer           | –   | –   | 04  | 12  | 06  | 06  | 09  | DNS | 0824   |
| 13.  | Greg West                      | 17  | 16  | 16  | 17  | 18  | 08  | 14  | 18  | 0800   |
| 14.  | Kyle Brown                     | 18  | 13  | 13  | 14  | 20  | 09  | 21  | 21  | 0776   |
| 15.  | Austin Florian                 | –   | 19  | 09  | 25  | 16  | 10  | 11  | 13  | 0762   |
| 16.  | Kevin Boyer                    | 22  | 14  | 24  | 18  | 10  | 18  | 10  | 19  | 0735   |
| 17.  | Wladislaw Marschenkow          | 24  | 09  | 17  | 08  | –   | 14  | 17  | 24  | 0690   |
| 18.  | Felix Keisinger                | 05  | 08  | –   | –   | –   | 11  | –   | 11  | 0616   |
| 19.  | Geng Wenqiang                  | 21  | 11  | 15  | 16  | 19  | –   | –   | –   | 0592   |
| 20.  | Ronald Auderset                | 15  | 18  | 20  | 20  | 15  | –   | 19  | 20  | 0566   |
| 21.  | Jack Thomas                    | 19  | 23  | 21  | 15  | 14  | –   | 18  | –   | 0482   |
| 22.  | Kilian von Schleinitz          | –   | –   | 06  | 07  | 21  | –   | 20  | –   | 0476   |
| 23.  | Alex Hanssen                   | 23  | 20  | 22  | 24  | 22  | 22  | 22  | 23  | 0437   |
| 24.  | Alexander Gassner              | 07  | 06  | –   | –   | –   | –   | –   | –   | 0344   |
| 25.  | Ivo Šteinbergs                 | 11  | 25  | 23  | 19  | –   | –   | –   | –   | 0300   |
| 26.  | Ander Mirambell                | –   | –   | –   | 23  | 23  | 20  | 23  | 25  | 0258   |
| 27.  | Yan Wengang                    | –   | –   | –   | –   | –   | 13  | 13  | 12  | 0248   |
| 28.  | Manuel Schwärzer               | –   | 24  | 18  | 26  | 25  | –   | –   | –   | 0201   |
| 29.  | Joseph Luke Cecchini           | –   | –   | –   | –   | –   | 19  | –   | 14  | 0186   |
| 30.  | Craig Thompson (Skeletonpilot) | –   | –   | –   | –   | –   | 16  | –   | 17  | 0180   |
| 31.  | Kim Jun-hyeon                  | 20  | 22  | –   | –   | –   | –   | –   | –   | 0124   |
| 32.  | Samuel Maier                   | –   | –   | –   | 13  | –   | –   | –   | –   | 0120   |
| 33.  | Mihai Daniel Păcioianu         | –   | –   | 25  | –   | –   | –   | 24  | 27  | 0117   |
| 34.  | Nathan Crumpton                | 14  | –   | –   | –   | –   | –   | –   | –   | 0112   |
| 35.  | Kyle Murray                    | –   | –   | –   | –   | –   | 23  | –   | 22  | 0106   |
| 36.  | Nicholas Timmings              | –   | –   | –   | –   | –   | 21  | –   | 26  | 0098   |
| 37.  | Kim Ji-soo                     | –   | –   | –   | –   | –   | –   | –   | 16  | 0096   |
| 38.  | Artjom Drosdow                 | –   | –   | –   | –   | 17  | –   | –   | –   | 0088   |
| 39.  | Basil Sieber                   | –   | –   | –   | 27  | 24  | –   | –   | –   | 0077   |
| 40.  | Sebastian Mihail Enache        | –   | 26  | –   | –   | –   | –   | –   | –   | 0036   |

| Legende | Legende | Legende | Legende                                                    |
| ------- | ------- | ------- | ---------------------------------------------------------- |
| 1       | 2       | 3       | Podest-Platzierungen                                       |
|         |         |         | übrige Platzierungen                                       |
| DNS     | DNS     | DNS     | Did not start / Gemeldet, aber nicht zum Rennen angetreten |